# Barbara Laurent
 (octobre 2016).
Si vous disposez d'ouvrages ou d'articles de référence ou si vous connaissez des sites web de qualité traitant du thème abordé ici, merci de compléter l'article en donnant les références utiles à sa vérifiabilité et en les liant à la section « Notes et références ».
Barbara Laurent est une comédienne et chanteuse française née le 18 février 1983 à Toulon (France).

## Parcours
En 1999, Barbara Laurent remporte la médaille d'or des « Estivales Var Matin », le concours de chant régional présenté par l'animateur Michel Mitran.
Barbara enchaîne alors les représentations sous la direction de Daniel Aggéry, coach vocal, et remporte en 2004 la première place du concours des JAD d'or de la chanson française, à Grimaud.
En 2004, sélectionnée par Pascal Sevran pour interpréter Avec le temps de Léo Ferré,  Barbara Laurent fait plusieurs apparitions à la télévision, notamment dans l'émission Chanter la vie diffusée sur France 2 (elle y interprétera entre autres Le petit garçon de Serge Reggiani, Absence de Tout, titre écrit et composé par Lorène Deviene, ou encore Il pleut sur Bruxelles en hommage à Jacques Brel), également dans l'émission Tout le monde en parle, présenté par Thierry Ardisson à l'occasion de la promotion de l'album La Compil' des finalistes.
Barbara aura de nouveau l'occasion de rendre hommage à Serge Reggiani lors du festival de la chanson française organisé à Hyères (en première partie de Jérôme Bardon) puis en interprétant en septembre un récital entièrement consacré à Serge Reggiani, dans le petit village varois de Néoules.
En partenariat avec l'École de Chant A.R.I.A, Barbara donnera ensuite plusieurs récitals revisitant des chansons françaises (Chansons françaises éternelles, Chansons de a riv'gauche) sur la scène du Grand Auditorium (Espace Félix Matin, à Saint Raphaël). Par ailleurs, un récital exclusivement consacré à Jacques Brel (Néoules, l'Abattoir à Cuers) a été créé.
Depuis juillet 2010, Barbara Laurent donne des cours de chant au sein de l'association Des Petits Pas Après l'École située à Toulon.
Elle rend hommage à la chanteuse Barbara en créant un récital guitare voix.
Barbara participe au festival d'Avignon en incarnant Dalida dans la création de Joseph Agostini " Dalida du soleil au sommeil' (théâtre Notre Dame) accompagné par le pianiste Julian Getreau.
En 2014, elle interprète le rôle de la Princesse dans le spectacle jeune public La Princesse qui avait perdu la tête de Joseph Agostini.

## Filmographie
- 2012 : Passion Charnelle de Bérangère Tosello et Julien Madelénat (court métrage)
- 2012 : Evil Date de Raphaël Zamochnikoff (court métrage)
- 2013 : Le journal d'une looseuse de Sandy Lobry et Sylvain Certain (web série)
- 2013 : Je suis légère de Quentin Gourillon (court métrage)
- 2013 : Junior d'Amandine Derdoukh, Lucas Barrières et Rose Harlean (court métrage)

## Télévision
- 2014 : Caïn, saison 2 épisode 3, « Caïn et Abel », la joggeuse (série TV, France 2)
- 2014 : Section de recherche, épisode Sexy à mort (série TV, TF1)
- 2015 : Alex Hugo, épisode Comme un oiseau sans ailes (série TV, France 2)

## Réalisations
- 2013 : Je suis un serial trieur (court métrage)
- 2013 : Qu'est ce qu'on attend pour enchanter nos anciens (reportage)
- 2014 : Ta Princesse (court métrage)
- 2014 : La conférencière (court métrage)